# 比利·迪·威廉斯
小威廉·戴薩貝爾·「比利·迪」·威廉斯（英語：William December "Billy Dee" Williams Jr.，1937年4月6日—），美國男演員、藝術家、歌手和作家。較著名的是從1980年起在科幻電影系列《星際大戰》中飾演藍多·卡利森一角；其他知名作品如電視電影《挑戰不可能》（1971年）、電影《難補遺恨天》（1972年）、《桃花心木》（1975年）、《反暴特勤組》（1981年）、《蝙蝠俠》（1989年），以及電視真人秀《与星共舞》（2014年）。

## 個人生活
威廉斯已結過三次婚，育有三個孩子和兩個孫子。他的第一段婚姻是1959年與奧黛麗·塞勒斯（Audrey Sellers）結婚。他們於幾年後離婚，此後他顯然變得沮喪。他說：「有段時期，我非常沮喪、沮喪、沮喪，我的初婚陷入了困境。」他們有一個兒子，柯瑞·迪·威廉姆斯（Corey Dee Williams），生於1960年。1968年，威廉斯在夏威夷娶了模特兼演員的瑪琳·克拉克。兩人於1971年離婚。他於1971年從紐約市移居至加利福尼亞州。
他於1972年12月27日與中上直子（Teruko Nakagami）結婚。女方從先前的婚姻中將女兒宮古（Miyako，生於1962年）交給了音樂家韋恩·蕭特。威廉斯和中上育有一個名為花子（Hanako，生於1973年）的女兒。1984年，他在加利福尼亞州比佛利山的特勞斯代爾莊園街區購買了「形似於禪宗風的現代房屋」，直到2012年時才賣掉了它。他於1993年向中上提出友好離婚；但他們很快地和解並在1997年再次住在一起。
威廉斯據稱毆打了他的同居女友，但警方沒有透露身份，於1996年1月30日將其逮捕。他為此支付了5萬美元的保釋金。洛杉磯警方說，這名婦女有輕微的瘀傷和劃痕。檢察官辦公室對此向他提起輕罪並勸說證人。該名女子其後說，事件是她的錯，並希望警方撤回此案。在辯訴交易中，威廉斯被命令接受五十二次的輔導。威廉斯於2019年的一次採訪中說，他從未打過或辱罵過女人。
在2019年底，威廉斯在一次採訪中談到了自己女性的那一面，並使用男性和女性代詞來指稱自己。媒體普遍猜測他是流體性別者，但他澄清說，他指的是阿尼瑪和阿尼瑪斯：在分析心理学中指男性的女性化一面和女性的男性化一面。

## 延伸閱讀
- Nishikawa, Kinohi. "Billy Dee Williams". The Greenwood Encyclopedia of African American Literature. Ed. Hans Ostrom and J. David Macey Jr. Westport, CT: Greenwood Press, 2005. 1742–43.

## 外部連結
- 比利·迪·威廉斯在互联网电影资料库（IMDb）上的資料（英文）
- 互聯網百老匯資料庫（IBDB）上比利·迪·威廉斯的資料（英文）